# A. J. Hawk
Aaron James „A. J.“ Hawk (* 6. Januar 1984 in Kettering, Ohio) ist ein US-amerikanischer American-Football-Spieler auf der Position des Linebackers. Er spielte bis 2014 für die Green Bay Packers in der National Football League (NFL), seitdem er von ihnen als fünfter Spieler im NFL Draft 2006 ausgewählt wurde. Hawk gewann mit den Packers den Super Bowl XLV. 2015 war er für die Cincinnati Bengals aktiv.
A. J. Hawk spielte College Football an der Ohio State University, wo er zweimal zum All-American sowie zum besten Linebacker gewählt wurde.

## Kindheit
Hawk wurde in Kettering geboren und wuchs in Centerville, Ohio, auf. Er ging zur Centerville High School, in der Nähe von Dayton, und spielte dort im Footballteam mit dem späteren Kicker der Cincinnati Bengals, Mike Nugent. Als Freshman wurde er Teil der ersten Footballmannschaft. Er hält mehrere Defensiv-Schulrekorde und ist einer von acht aktiven oder ehemaligen NFL-Spielern, die für die Centerville Elks gespielt haben. Seine aufgestellten Rekorde umfassen die meisten Tacklings in einem Spiel (31), was ihm gleich dreimal gelang, und die meisten Karriere-Tackles (583). Hawk wurde während seiner High-School-Zeit zweimal zum All-State-Spieler gewählt (1999 und 2000).

## College
Hawk immatrikulierte sich an der Ohio State University und spielte dort im Team von Head Coach Jim Tressel von 2002 bis 2005 für die Ohio State Buckeyes. Während seiner vierjährigen Karriere als Buckeye gewann er 2002 die Nationale Meisterschaft und spielte in 51 Spielen – 38 davon als Starter. Ihm gelangen 394 Tackles, davon 196 Solo-Tackles und 41 führten zu Raumverlust, 15,5 Sacks, sieben Interceptions und 13 eroberte Fumbles. Außerdem gelangen ihm zwei Touchdowns – einer bei einem geblockten Punt und einer nach einer Interception. Durch seine starken Leistungen wurde er in drei Jahren in das All Big Ten Conference Team sowie zum MVP im Tostitos Fiesta Bowl gewählt. In seiner letzten Saison am College gewann er den Lombardi Award für den besten Linebacker im College Football und wurde zum All-American ernannt.

## National Football League

### Green Bay Packers

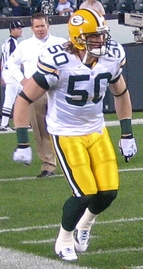
Hawk im Jahr 2006

Am 29. April 2006 wurde Hawk in der ersten Runde des NFL Drafts an fünfter Stelle von den Green Bay Packers ausgewählt. Er unterzeichnete im Juli einen Sechsjahresvertrag über 37,5 Millionen US-Dollar. Ihm gelang am 24. September 2006 im Spiel gegen den Quarterback der Detroit Lions, Jon Kitna, sein erster Sack. Nach dem Sieg gegen die Miami Dolphins am 23. Oktober 2006 wurde er zum NFL Rookie Of The Week gewählt, nachdem er den Packers mit 12 Tackles und einem Sack zum 34:24-Sieg verhalf.
Für seine Leistung beim 23:17-Sieg über die Minnesota Vikings am 12. November 2006 wurde er zum zweiten Mal zum NFL Rookie of the Week ernannt. Er verbuchte in diesem Spiel 13 Tackles, 1,5 Sacks und ein erzwungenes Fumble. Früh im dritten Viertel sackte er den Quarterback der Vikings, Brad Johnson, für einen Verlust von 10 Yards, bevor es ihm später gemeinsam mit seinem Teamkollegen Nick Barnett erneut gelang.
Am 10. Dezember 2006 hatte Hawk seine erste Interception, als er einen Pass von Alex Smith beim 30:19-Sieg über die San Francisco 49ers abfing. Seine zweite kam im letzten Spiel der Saison gegen die Chicago Bears (26:7).
In seiner Rookie-Saison führte er die Packers-Verteidigung mit 119 Tackles an. Außerdem gelangen ihm zwei Interceptions, sechs abgewehrte Pässe und ein erzwungenes Fumble. In der Abstimmung zum NFL Defensive Rookie of the Year Award wurde er auf den dritten Platz gewählt.
In seiner zweiten Saison gelangen ihm teamintern die zweitmeisten Tackles (105). Zusätzlich hatte er eine Interception, ein Sack, vier verteidigte Pässe und ein Fumble. In der Postseason 2007 gelangen ihm acht Tackles und ein Sack in zwei Spielen.
In der Saison 2008 wurde er nach neun Spielen von der Weakside Linebacker Position auf die Mittelposition verschoben, nachdem sich Nick Barnett sein vorderes Kreuzband gerissen hatte. Hawk hatte 86 Tackles und drei Sacks und startete in allen 16 Spielen für Green Bay.
2009 stellten die Packers Dom Capers ein, welcher auf eine 3-4-Verteidigung umstellte und Hawk auf die Position des Inside-Linebackers verschob.
Am 2. März 2011 wurde A. J. Hawks Vertrag von den Packers aufgelöst. Einen Tag später unterschrieb er einen neuen Fünfjahresvertrag.
2011 wurde er für das Zeigen des ausgestreckten Mittelfingers im Spiel gegen die St. Louis Rams zu einer Geldstrafe von 10.000 US-Dollar verurteilt.
Im März 2013 stimmte Hawk einer Gehaltskürzung zu, welche ihm statt 5,45 Millionen US-Dollar 3,6 Millionen einbrachte. Sein Gehalt für das Jahr 2014 wurde um 2,5 Millionen und für 2015 um fast 3 Millionen US-Dollar reduziert. Insgesamt verzichtete er damit auf ungefähr 7 Millionen Dollar und verschaffte damit den Packers mehr Handlungsspielraum beim Einhalten des Salary Caps.
In sechs seiner sieben Spielzeiten bei den Green Bay Packers beendete Hawk die Saison als Spieler mit den meisten oder zweitmeisten Tackles. So wurde er zum Spieler mit den meisten Tackles in der Franchise-Historie der Packers.
Am 25. Februar 2015 gab Ted Thompson, der General Manager der Green Bay Packers, bekannt, dass A.J. Hawk entlassen wurde.

### Cincinnati Bengals
Am 11. März 2015 verkündeten die Cincinnati Bengals die Verpflichtung A. J. Hawks. Nach nur einer Saison wurde er wieder entlassen.

### Atlanta Falcons
Am 4. Oktober 2016 unterzeichnete er einen Vertrag bei den Atlanta Falcons. Am 25. Oktober wurde er entlassen.

### Karriere-Statistiken
| Jahr      | Mannschaft         | Spiele | Gemeinsame Tackles | Tackles | Tackle Assists | Sacks | Erzwungene Fumbles | Erbeutete Fumbles | Fumble Return Yards | Interceptions | Interception Return Yards | Yards pro Interception Return | Längster Interception Return | Interceptions Returned für Touchdowns | Pässe verteidigt |
| --------- | ------------------ | ------ | ------------------ | ------- | -------------- | ----- | ------------------ | ----------------- | ------------------- | ------------- | ------------------------- | ----------------------------- | ---------------------------- | ------------------------------------- | ---------------- |
| 2006      | Green Bay Packers  | 16     | 120                | 83      | 37             | 3.5   | 1                  | 2                 | 0                   | 2             | 31                        | 16                            | 25                           | 0                                     | 8                |
| 2007      | Green Bay Packers  | 16     | 105                | 78      | 27             | 1.0   | 1                  | 1                 | 0                   | 1             | 10                        | 10                            | 10                           | 0                                     | 4                |
| 2008      | Green Bay Packers  | 16     | 86                 | 67      | 19             | 3.0   | 0                  | 0                 | 0                   | 0             | 0                         | 0                             | 0                            | 0                                     | 1                |
| 2009      | Green Bay Packers  | 16     | 89                 | 67      | 22             | 1.0   | 0                  | 0                 | 0                   | 2             | 42                        | 21                            | 29                           | 0                                     | 2                |
| 2010      | Green Bay Packers  | 16     | 111                | 72      | 39             | 0.5   | 0                  | 1                 | 0                   | 3             | 31                        | 10                            | 21                           | 0                                     | 10               |
| 2011      | Green Bay Packers  | 14     | 84                 | 53      | 31             | 1.5   | 0                  | 0                 | 0                   | 0             | 0                         | 0                             | 0                            | 0                                     | 3                |
| 2012      | Green Bay Packers  | 16     | 120                | 81      | 39             | 3.0   | 0                  | 0                 | 0                   | 0             | 0                         | 0                             | 0                            | 0                                     | 0                |
| 2013      | Green Bay Packers  | 16     | 118                | 74      | 44             | 5.0   | 1                  | 1                 | 0                   | 1             | 7                         | 7                             | 7                            | 0                                     | 4                |
| 2014      | Green Bay Packers  | 16     | 90                 | 53      | 37             | 0.5   | 0                  | 0                 | 0                   | 0             | 0                         | 0                             | 0                            | 0                                     | 2                |
| 2015      | Cincinnati Bengals | 16     | 24                 | 16      | 8              | 1     | 0                  | 0                 | 0                   | 0             | 0                         | 0                             | 0                            | 0                                     | 0                |
| Insgesamt | Insgesamt          | 158    | 945                | 651     | 303            | 20,0  | 3                  | 5                 | 0                   | 9             | 121                       | 13                            | 29                           | 0                                     | 34               |

## Privatleben
Hawk ist mit Laura Quinn, der Schwester des ehemaligen NFL-Quarterbacks Brady Quinn, verheiratet. Am 4. Dezember 2010 wurde ihre Tochter geboren. 2013 bekamen sie ihr zweites Kind.
Er ist regulärer Gast in der Pat McAfee Show.